# 最终用户许可协议
最终用户许可协议（英語：end-user license agreements）是指软件的开发者或发行者授权用户使用特定软件产品时的规定，大多私有软件附带此协议，如不接受则无法安装。不过自由软件则较少使用这个协议，如GPL是一种授权协议，但不限于最终用户。一个例外是Firefox拥有注册商标，Mozilla基金会使用最终用户许可协议保护其商标。
正常情况下，一台预装Microsoft Windows的电脑，开始使用前必须接受EULA才能启用系统，根据Windows EULA的规定，用户可以选择联系供应商商讨退货，使用其他操作系统替代。